# Saint-Étienne-de-Montluc
 Saint-Étienne-de-Montluc  es una población y comuna francesa, situada en la región de Países del Loira, departamento de Loira Atlántico, en el distrito de Nantes y cantón de Saint-Étienne-de-Montluc.

## Demografía
| 3520 | 3595 | 3900 | 5018 | 5759 | 6231 |
| Para los censos de 1962 a 1999 la población legal corresponde a la población sin duplicidades (Fuente: INSEE [Consultar]) |      |      |      |      |      |